# Keskinen (sjö i Tammela, Egentliga Tavastland)
Keskinen är en sjö i kommunen Tammela i landskapet Egentliga Tavastland i Finland. Sjön ligger 124,1 meter över havet. Arean är 16 hektar och strandlinjen är 3,38 kilometer lång.  Den  ingår i Kumo älvs huvudavrinningsområde.  Sjön ligger omkring 30 kilometer väster om Tavastehus och omkring 96 kilometer nordväst om Helsingfors. 
I sjön finns ön Lammassaari. 